# 魏滕多夫 (奥地利)
魏滕多夫是奥地利施蒂利亚州莱布尼茨县的一个市镇。总面积13.89平方公里，总人口1491人，人口密度107.3人/平方公里（2005年）。